# TB Neckarhausen
Der TB Neckarhausen (offiziell: Turnerbund Neckarhausen e. V.) ist ein Sportverein aus dem Nürtinger Stadtteil Neckarhausen in Baden-Württemberg. Er besteht aus Abteilungen für Turnen, Fußball, Volleyball, Breitensport, Rugby und Budō. Er hatte 2016 etwa 1200 Mitglieder.

## Geschichte

### Frauenfußball
1994 gründete der TB Neckarhausen eine Spielgemeinschaft mit dem TSV Grötzingen. Diese wurde 1996 vollständig als Mannschaft in den TB Neckarhausen integriert. In der Saison 1998/99 verpasste die Mannschaft trotz Meistertitels in der Kreisliga nach Niederlagen in den Aufstiegsspielen den Sprung in die Landesliga. Mit der Saison 2003/04 gelang der Aufstieg in die neugegründete Regionenliga. Zudem wurde erstmals eine zweite Frauenmannschaft gegründet, die erst in der Kreisliga an den Start ging. Der ersten Mannschaft gelang kurz darauf den Sprung in die Landesliga 2 schaffte. Nach einer weiteren guten Saison gelang der direkte Durchmarsch in die Verbandsliga. In der Saison 2008/09 sicherte sich die Mannschaft die Württembergische Hallenmeisterschaft. Zum Aufstieg in die Regionenliga fehlten der Mannschaft nur vier Punkte am Ende der Saison. Nach dem Titel in der Verbandsliga nach der Saison 2009/10 gelang der ersten Mannschaft der Aufstieg in die Oberliga Baden-Württemberg auf. Im wfv-Pokal der Frauen scheiterte man im Finale am VfL Sindelfingen II, konnte aber durch die fehlende Spielberechtigung des Siegers die Qualifikation für den Frauen-DFB-Pokal 2010/11 erreichen. In der ersten Runde gewann man gegen den Zweitligisten ASV Hagsfeld mit 4:3. In der zweiten Runde scheiterte man schließlich am 1. FC Köln nach einem 0:5. Im folgenden Jahr gelang erneut der Einzug ins Finale des wfv-Pokals und erneut erreichte man die Qualifikation zum DFB-Pokal 2011/12. In der ersten Runde scheiterte man mit 0:9 an Borussia Mönchengladbach.
In den folgenden Jahren ging es sportlich für den Verein nur abwärts, so dass der Verein zwischenzeitlich wieder in der Bezirksliga an den Start geht. In der Saison 2014/15 gelang mit dem Bezirkspokalsieger-Titel der bislang letzte Erfolg der Mannschaft.

### Turnen
Der TB Neckarhausen gilt als erfolgreiche Talentschule, ehemals unter der Leitung von Susanne Tittel, seit 2019 unter der Leitung von Jens Bauknecht. Die erfolgreichsten Sportler des TBN sind am Leistungsstützpunkt Stuttgart aktiv. Er war in den Jahren 2014 und 2015 vor allem mit der Nachwuchsturnerin Kim Ruoff erfolgreich, die 2015 mehrfache Deutsche Jugendmeisterin wurde. Zudem erreichte Johanna Erb Rang 12 der deutschen Meisterschaften. Zuvor war Ruoff bereits baden-württembergische Meisterin 2015 geworden.

### Rugby
Seit 2015 bietet der TB Neckarhausen für Kinder- & Jugendliche Rugby als Sportangebot an. Dabei nehmen die TBN Tigers in den Altersklassen U8/U10/U12/U14/U16 und U18 regelmäßig am Ligaspielbetrieb in Baden-Württemberg teil.
Seit 2019 stellt der TB Neckarhausen eine Aktivenmannschaft, die in der Regionalliga Süd spielt.

## Bekannte Sportler
- Bernd Hoss
- Erwin Waldner[9]
- Erwin Waldner junior[10]
- Andreas Müller